# Gisela Schüler
Gisela Schüler (* 7. August 1928; † 28. Juli 2013) war eine deutsche Sozialarbeiterin mit besonderer Erfahrung in der Betreuung von Menschen mit Epilepsie.

## Leben
Schüler absolvierte zunächst Ausbildungen in Volkskunsthandwerk und Hauswirtschaft, dann (bis 1955) zur Wohlfahrtspflegerin bzw. Fürsorgerin. Danach war sie zunächst am Sozialamt Spandau in Berlin angestellt. 1959 wechselte sie in die Krankenhausfürsorge an das seinerzeitige Städtische Klinikum Westend, das später zur Universitätsklinik wurde und an dem 1973 ein Lehrstuhl für Neurologie mit Dieter Janz eingerichtet wurde. Von 1975 bis zu ihrer Pensionierung 1992 leitete sie den gesamten Sozialdienst, später auch der Frauen- und Kinderklinik in Berlin-Charlottenburg sowie am Rudolf-Virchow-Krankenhaus.

## Werk und Schriften
Schüler war (Mit-)Initiatorin und Organisatorin von Fachtagungen zur Sozialarbeit bei Epilepsie mit Gründung eines entsprechenden Arbeitskreises (inzwischen „Verein Sozialarbeit bei Epilepsie e.V.“).
Sie war (Ko-)Autorin zahlreicher Artikel und (Ko-)Autorin bzw. (Mit-)Herausgeberin von 11 Büchern:
- G. Schüler, A. Kreiling (Red.): Sozialarbeit bei Epilepsie. Berlin 1982. (Stiftung Michael, Bonn 1983)
- A. Kreiling, G. Schüler, R. Thorbecke (Hrsg.): Sozialarbeit bei Epilepsie 2. Berlin 1984. (Stiftung Michael, Bonn 1985)
- S. Ried, G. Schüler: Epilepsie. Vom Anfall bis zur Zusammenarbeit. Blackwell Wissenschafts-Verlag, Berlin / Wien 1993. (letzte Auflage: S. Ried, G. Schüler:  Epilepsie. Vom Anfall bis zur Zusammenarbeit. 2. Auflage. Blackwell Wissenschafts-Verlag, Berlin / Wien 1997; Ausgabe für Österreich: S. Ried, G. Schüler, G. Luef: Epilepsie. Vom Anfall bis zur Zusammenarbeit. Blackwell Wissenschafts-Verlag, Berlin / Wien 1996; Ausgabe für die Schweiz: S. Ried, G. Schüler: Epilepsie. Vom Anfall bis zur Zusammenarbeit. Blackwell Wissenschafts-Verlag, Berlin / Wien 1996)
- G. Schüler, R. Thorbecke (Hrsg.): Sozialarbeit bei Epilepsie 3. Bethel, Bielefeld 1993. (Stiftung Michael, Hamburg 1994)
- G. Schüler, V. Jacob, R. Thorbecke (Hrsg.): Sozialarbeit bei Epilepsie 4. Cottbus 1996. (Verlag einfälle, Berlin 1997)
- S. Ried, K. Göcke, U. Specht, R. Thorbecke, R. Wohlfahrt, H. Broeker, G. Heinen, M. Lang, T. Lenders, D. Rating, H. Reith, C. Schmid-Schönbein, G. Schüler, P. Schüler, R. Schultner, U. Schuster, H. J. Schwager, U. Stephani, S. Stodieck: Leben mit Epilepsie. Er-Arbeitungsbuch zu MOSES – Modulares Schulungsprogramm Epilepsie. Blackwell Wissenschafts-Verlag, Berlin / Wien 1998. (letzte Auflage als Ko-Autorin: S. Ried, H. Baier, D. Dennig, K. Göcke, U. Specht, R. Thorbecke, R. Wohlfahrt, H. Broeker, G. Heinen, M. Lang, T. Lenders, G. Luef, I. Ott Hofmann, D. Rating, H. Reith, C. Schmid-Schönbein, G. Schüler, P. Schüler, R. Schultner, U. Schuster, H. J. Schwager, U. Stephani, S. Stodieck: MOSES – Er-Arbeitungsbuch. Modulares Schulungsprogramm Epilepsie. 2. Auflage. Bethel-Verlag, Bielefeld 2005)
- G. Schüler, R. Thorbecke (Hrsg.): Sozialarbeit bei Epilepsie 5. Kleinwachau 1998. (Verlag einfälle, Berlin 1999)
- G. Schüler, im Auftrag des Arbeitskreises Sozialarbeit bei Epilepsie (Hrsg.): Sozialarbeit bei Epilepsie 6. Zürich 2000. (Verlag einfälle, Berlin 2001)
- G. Schüler, I. Coban, im Auftrag von „Sozialarbeit bei Epilepsie e.V.“ (Hrsg.): Sozialarbeit bei Epilepsie 7. Berlin 2002. (Verlag einfälle, Berlin 2003)
- G. Schüler, I. Coban, im Auftrag von „Sozialarbeit bei Epilepsie e.V.“ (Hrsg.): Sozialarbeit bei Epilepsie 8. Würzburg 2004. (Verlag einfälle, Berlin 2005)
- G. Schüler, I. Coban, im Auftrag von „Sozialarbeit bei Epilepsie e.V.“ (Hrsg.): Sozialarbeit bei Epilepsie 9. Kork 2006. („Epilepsie 2000“, Berlin 2007)

## Auszeichnung
2007 wurde Schüler mit der Ehrenmitgliedschaft der Deutschen Gesellschaft für Epileptologie ausgezeichnet.